# Neomyia zielkinski
Neomyia zielkinski är en tvåvingeart som först beskrevs av Zielke 1971.  Neomyia zielkinski ingår i släktet Neomyia och familjen husflugor.
Artens utbredningsområde är Nigeria. Inga underarter finns listade i Catalogue of Life.